# Kucharz

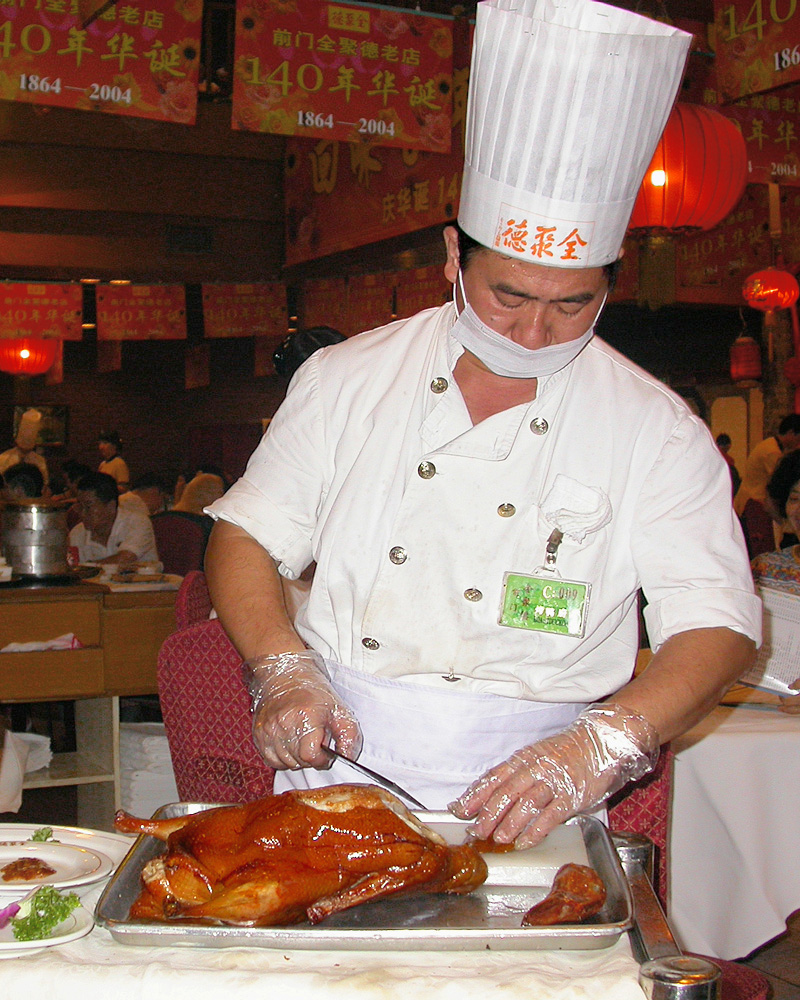
Kucharz przy pracy

Kucharz – osoba, która zgodnie z zasadami sztuki kulinarnej przyrządza potrawy w zakładach gastronomicznych, najczęściej według zamówienia przyjętego przez kelnera.
Kucharze (łac. coci) – w okresie wczesnego średniowiecza grupa książęcej ludności służebnej, która zajmowała się przygotowaniem jedzenia dla monarchy. Świadectwem ich istnienia są nazwy typu Kuchary, którą nosi kilka osad w Polsce, położonych w sąsiedztwie starych grodów.